# Galesburg, Michigan
Galesburg är en ort i Kalamazoo County i Michigan. Vid 2010 års folkräkning hade Galesburg 2 009 invånare.